# Danilo I., srpski arhiepiskop
Danilo I. (Данило I) bio je četvrti poglavar Srpske pravoslavne crkve, kao arhiepiskop Srba.
Nakon smrti arhiepiskopa Save II., Danilo je postao novi poglavar Crkve. Međutim, Danila je naslijedio Joanikije I., odnosno, Danilo je smijenjen. Nepoznato je zašto je Danilo maknut s mjesta arhiepiskopa, ali postoji mogućnost da je to zato što nije podupirao kralja Stefana Uroša I., dok je podupirao Stefana Dragutina.
Danilo je napisao biografije Stefana Dragutina, Stefana Milutina i Jelene Anžujske.